# Mystical
Mystical est un shoot 'em up à scrolling vertical, développé et édité par Infogrames en 1990,. Il est disponible sur Amiga, Amstrad CPC, Atari ST, DOS, GX-4000, MSX et ZX Spectrum.

## Système de jeu
L'acquisition du titre de suprême Magicien vous fait voyager dans le marais de l'éternel Jardin d'Eden en essayant de survivre au déluge de monstres, bien déterminés à vous arrêter.
Vous devez éviter le contact avec des ennemis et de leurs attaques, ou les éliminer. Vous pouvez vous déplacer sur l'écran dans quatre directions, recueillir les éléments, boire des potions et lire les parchemins pour acquérir certains pouvoirs magiques tels que lancer des Eclair, des boules de Feu. Vos ennemis peuvent être des moines, des médecins, ... Le jeu présente un certain sens de l'humour.